# Ivan Dubois
Iván Ezequiel Dubois Padrone (Rosario, Santa Fe, Argentina, 2 de mayo de 1987), más conocido como Iván Dubois, es un político, empresario e influencer argentino. 
Desde el 10 de diciembre de 2023 se desempeña como Parlamentario del Mercosur por Argentina y presidente de la IALP.

## Biografía
Nació en 1987 en una familia de clase media de Villa Gobernador Gálvez, Santa Fe, de ascendencia italiana. Antes de dedicarse a la política, trabajó durante 11 años en la empresa familiar franquiciada "Promo Fiesta", donde llegó a ocupar el cargo de Director de Operaciones.
En 2021, cofundó el canal de YouTube Urgente Milei, a través del cual documentó las caminatas de Javier Milei desde sus primeras actividades públicas. También compartió vivos, videos y recortes de figuras como Ramiro Marra, ofreciendo su opinión sobre diversos temas políticos.
Fue elegido presidente de la Alianza Internacional de Partidos Libertarios (IALP) en el 2024, realizando actividades para impulsar la ideología libertaria en conjunto con todos los países que tienen movimientos y partidos afines al Libertarismo a nivel mundial.

## Controversias
En noviembre de 2024, Dubois reveló tensiones internas en La Libertad Avanza, criticando los vínculos de la vicepresidenta Victoria Villarruel con sectores tradicionales de la política y expresando dudas sobre el futuro de la coalición.

### Apoyo a Ucrania
En octubre de 2024, Dubois, junto con la diputada Lilia Lemoine, realizó un viaje a Ucrania invitado por las ONG Transatlantic Dialogue Center y Resilient Ucraine. El objetivo declarado fue fortalecer lazos y abordar la situación del conflicto entre Ucrania y Rusia. Sin embargo, este viaje generó críticas, especialmente desde el PRO, ya que coincidió con debates parlamentarios cruciales en Argentina, como el veto presidencial al financiamiento de las universidades públicas. Algunos legisladores consideraron inoportuna su ausencia en momentos de decisiones importantes para el país. A pesar de estas críticas la diputada Lilia Lemoine llegó a tiempo para la votación y a Dubois le fue otorgado un reconocimiento oficial en la Rada Suprema por servicios destacados al pueblo Ucraniano.

## Vida política
Iván Dubois comenzó su carrera política en 2021, impulsado por Ramiro Marra y Javier Milei, como candidato a Legislador Porteño por la Ciudad Autónoma de Buenos Aires. Gracias a su amistad con Marra y su vínculo con Karina Milei, se consolidó como parte del equipo de campaña. Su primer rol político fue como responsable económico y financiero.
Dubois fue uno de primeros pilares fundadores de La Libertad Avanza y un actor clave en su crecimiento económico y financiero. Entre 2021 y 2023, ocupó el cargo de jefe de despacho del legislador porteño Ramiro Marra, mientras desarrollaba tareas en comunicación estratégica y relaciones institucionales para Javier Milei.
Participó activamente en la campaña de las elecciones primarias (PASO) de 2021, acompañando a Javier Milei en actos públicos y caminatas en la Ciudad Autónoma de Buenos Aires. En estas elecciones, La Libertad Avanza obtuvo un 13,82% de los votos, convirtiéndose en la tercera fuerza del distrito. En las elecciones generales, la coalición alcanzó el 16,74% (318.978 votos), logrando que cinco legisladores porteños asumieran sus bancas.

### Parlamento del Mercosur
En las elecciones legislativas de 2023, Dubois fue elegido por Karina Milei para ocupar una vez más el rol de Responsable económico Financiero y ocupar el lugar en la lista como parlamentario del Mercosur por el distrito nacional, obteniendo el 25,44% de los votos.
El 22 de mayo de 2023, presentó una propuesta en el Parlasur para reconocer el Holodomor como un acto genocida, pero esta fue desestimada por el pleno. En junio de 2023, propuso un proyecto para que el Parlasur denunciara las irregularidades, persecuciones políticas, desapariciones forzosas y ejecuciones extrajudiciales ocurridas durante el gobierno de Hugo Chávez en Venezuela, pero esta iniciativa tampoco fue aprobada.

### Historial electoral
|  | 13.90 % |

|  | 17.04 % |

|  | 29.86 % |

|  | 29.99 % |